# Arua
Pour le district, voir Arua (district).
Arua est une ville du nord-ouest de l'Ouganda, capitale du district d'Arua.

## Source
- (en) Cet article est partiellement ou en totalité issu de l’article de Wikipédia en anglais intitulé « Arua » (voir la liste des auteurs).